# Sputnik (agenzia di stampa)
Sputnik (ex Voice of Russia e RIA Novosti) è un'agenzia di stampa, un sito di notizie e un'emittente radiofonica russa governativa. Con sede a Mosca, Sputnik ha uffici editoriali regionali a Washington, Cairo, Pechino, Londra, Edimburgo.
Secondo diverse fonti d'informazione, l'agenzia di stampa avrebbe lo scopo d'influenzare l'opinione pubblica straniera e migliorare la reputazione della Russia nel mondo (ciò anche facendo leva sui pregiudizi e sulla disinformazione).
Attualmente Sputnik gestisce diversi siti internet di notizie, con report e commenti, in oltre 30 lingue tra cui italiano, inglese, spagnolo, polacco, serbo, ed altre lingue. I siti Web ospitano inoltre oltre 800 ore di materiale radiofonico ogni giorno e il suo servizio di news funziona tutto 24 ore su 24. Insieme alla sua ordinaria programmazione Sputnik produce anche saggi fotografici, live streaming, infografiche e sondaggi di opinione pubblica.

## Storia
RIA Novosti è stata l'agenzia di stampa internazionale della Russia fino al 9 dicembre 2013, quando essa entrò in liquidazione dando origine all'agenzia di stampa internazionale russa Rossija Segodnja (a seguito di un ordine esecutivo del Presidente russo Vladimir Putin). Dmitrij Kiselëv, un anchorman del canale Russia-1, fu nominato presidente della nuova agenzia.
Sputnik è stato lanciato il 10 novembre 2014 da Rossija Segodnja ed è interamente posseduto e gestito dal governo russo. Esso ha il compito di sostituire l'agenzia di stampa RIA Novosti e Voice of Russia (che hanno costituito il servizio di trasmissione radiofonica internazionale del governo russo dal 1993 al 9 novembre 2014) sul palcoscenico internazionale.
Dal 1º marzo 2022, a seguito delle sanzioni imposte dall'UE causa invasione Russa dell'Ucraina, i profili social di Sputnik, insieme a quelli dell'altra emittente russa RT, cessano di esistere sui paesi dell'Unione Europea dopo che la presidente Ursula von der Leyen aveva annunciato in un discorso 2 giorni prima il blocco dei media filogovernativi russi sul territorio UE.

## Servizio radio
La testata dispone anche di un servizio radiofonico che trasmette in decine di lingue in tutto il mondo.

## Controversie

### Propaganda politica e disinformazione
Sputnik è spesso al centro di critiche dato il notevole numero di fake news presenti nella testata e per le notizie, seppure veritiere, esposte in una maniera distorta e/o volutamente incompleta.
Durante le elezioni presidenziali francesi del 2017 la testata ha sostenuto (senza prove) l'omosessualità dell'allora candidato all'Eliseo Emmanuel Macron nonché il fatto che egli avesse un amante; questo con lo scopo di aiutare la sua avversaria Marine Le Pen (maggiormente propensa a sostenere le posizioni del Cremlino in ambito di politica estera).

### Teorie del complotto
La testata ha anche promosso diverse teorie del complotto, come quella delle scie chimiche.